# Royal Australian Air Force
La Royal Australian Air Force (Forza Reale Aeronautica Australiana), spesso abbreviata in RAAF, è l'attuale aeronautica militare della Australia e parte integrante delle forze armate australiane. Nel 2006 disponeva di un organico di circa 15.430 effettivi.

## Storia

### Seconda guerra mondiale
Durante la seconda guerra mondiale (1939-1945) la RAAF in quanto parte delle forze armate dell'Impero britannico era schierata a fianco degli alleati e ha principalmente combattuto durante la Guerra del Pacifico.
I piloti seguivano un particolare addestramento, ed erano principalmente australiani ma anche di origine britannica e, in minor misura, americani.
Ciò nonostante durante questa fase della guerra ebbero parecchie perdite, in quanto gli aviatori giapponesi erano particolarmente ben addestrati nonché dotati di Mitsubishi A6M Zero.

### Mezzi in dotazione
Durante il conflitto la RAAF era equipaggiata principalmente con:
- Bristol Beaufighter
- Supermarine Spitfire Mk.Vb
- Hawker Typhoon
- Hawker Hurricane
- Republic P-47 Thunderbolt
- North American P-51 Mustang
- Caproni Ca.309 Un Ca.309 catturato nel 1943 ebbe le insegne di un reparto della RAAF di stanza in Italia.

## Aeromobili in uso
Sezione aggiornata annualmente in base al World Air Force di Flightglobal del corrente anno. Tale dossier non contempla UAV, aerei da trasporto VIP ed eventuali incidenti accorsi durante l'anno della sua pubblicazione. Modifiche giornaliere o mensili che potrebbero portare a discordanze nel tipo di modelli in servizio e nel loro numero rispetto a WAF, vengono apportate in base a siti specializzati, periodici mensili e bimestrali. Tali modifiche vengono apportate onde rendere quanto più aggiornata la tabella.
| Aeromobile                            | Origine        | Tipo                                  | Versione (denominazione locale)      | In servizio (2024) | Note | Immagine |
| Aerei da combattimento                |                |                                       |                                      |                    | |          |
| Lockheed Martin F-35 Lightning II     | Stati Uniti    | caccia multiruolo                     | F-35A                                | 72                 | 72 ordinati. Le consegne dei 72 aerei, iniziate a dicembre 2018, sono state completate il 18 dicembre 2024 con la consegna degli ultimi nove esemplari. |          |
| Boeing F/A-18 Super Hornet            | Stati Uniti    | caccia multiruolo                     | F/A-18F                              | 24                 | 24 F/A-18F block II ordinati nel 2007. |          |
| Boeing E/A-18G Growler                | Stati Uniti    | aereo per guerra elettronica          | E/A-18G                              | 12                 | 12 ordinati nel 2013. Un esemplare è andato perso a gennaio 2018. Il 30 settembre 2021, un nuovo esemplare è stato ordinato per rimpiazzare l'esemplare perso a gennaio 2018. L'aereo di rimpiazzo è stato consegnato il 30 gennaio 2023.                                           |          |
| Aerei AEW e AWACS                     |                |                                       |                                      |                    | |          |
| Boeing E-7 Wedgetail                  | Stati Uniti    | AEW                                   | E-7A                                 | 6                  | 6 consegnati. Tutti e 6 gli esemplari verranno aggiornati in base al programma AIR 5077 Phase 5A che sarà suddiviso in 3 diversi pacchetti di aggiornamenti, con modifiche alla sensoristica, le comunicazioni, il sistema di datalink tattico, l'avionica ed i sistemi di calcolo. |          |
| Aerei per impieghi speciali           |                |                                       |                                      |                    | |          |
| Gulfstream MC-55 Peregrine            | Stati Uniti    | Guerra elettronica                    | MC-55A                               | 0                  | 4 MC-55A Peregrine (basati sulla cellula del Gulfstream G550) equipaggiati per la guerra elettronica, ordinati a marzo 2019. |          |
| Aerei da pattugliamento marittimo     |                |                                       |                                      |                    | |          |
| Boeing P-8 Poseidon                   | Stati Uniti    | Aereo da pattugliamento marittimo     | P-8A                                 | 12                 | 12 aerei ordinati, con consegne completate tra l'aprile 2017 ed il dicembre 2019. Ulteriori 2 esemplari, che portano il totale a 14, sono stati ordinati il 31 marzo 2021. |          |
| Aeromobili a pilotaggio remoto - UAV  |                |                                       |                                      |                    | |          |
| Northrop Grumman MQ-4 Triton          | Stati Uniti    | Aeromobile a pilotaggio remoto        | MQ-4C                                | 3                  | 4 MQ-4C ordinati con fabbisogno massimo preventivato in 7 esemplari. Primo esemplare consegnato il 15 giugno 2024. Ulteriori 2 esemplari consegnati rispettivamente il 4 e il 7 maggio 2025.                                                                                        |          |
| Aerei per rifornimento in volo        |                |                                       |                                      |                    | |          |
| Airbus KC-30                          | Unione europea | Rifornimento in volo                  | KC-30A                               | 6                  | 7 ordinati. |          |
| Aerei da trasporto                    |                |                                       |                                      |                    | |          |
| Leonardo C-27J Spartan                | Italia         | aereo da trasporto tattico            | C-27J                                | 10                 | 10 aerei ordinati ed il primo è stato consegnato il 30 giugno 2015. |          |
| Airbus A340                           | Unione europea | aerei da trasporto                    | A340                                 | 1                  | |          |
| Beechcraft Super King Air             | Stati Uniti    | aerei da trasporto                    | B300                                 | 8                  | |          |
| Lockheed Martin C-130J Super Hercules | Stati Uniti    | aerei da trasporto                    | C-130J-30                            | 12                 | 12 C-130J-30 consegnati a partire dal 1997. Ulteriori 20 C-130J-30 ordinati il 24 luglio 2023, che sostituiranno ed espanderanno l'attuale flotta di dodici C-130J-30 in servizio dal 1997.                                                                                         |          |
| Boeing C-17 Globemaster III           | Stati Uniti    | aereo da trasporto strategico         | C-17A                                | 8                  | 8 ordinati, due dei quali nel 2015. |          |
| Boeing Business Jet                   | Stati Uniti    | aerei da trasporto VIP                | Boeing B737-700 BBJBoeing B737-8 BBJ | 20                 | 2 Boeing B737-700 BBJ presi in leasing per 22 anni nel 2002, che saranno sostituiti da altrettanti Boeing B737-8 BBJ ordinati nel 2022. In uso al primo ministro, Regina Elisabetta II e personalità estere in visita.                                                              |          |
| Dassault Falcon 7X                    | Francia        | aerei da trasporto VIP                | Falcon 7X                            | 3                  | 3 Falcon 7X presi in leasing ordinati ad aprile 2019, con inizio consegne nello stesso mese e commessa completa entro fine anno. |          |
| Aerei da addestramento                |                |                                       |                                      |                    | |          |
| BAe Systems Hawk                      | Regno Unito    | aerei da addestramento                | Hawk Mk.127                          | 33                 | 33 Hawk Mk.127 ricevuti a partire dal 1997 (sottoposti ad upgrade tra il 2014 ed il 2019), tutti in servizio al giugno 2020. |          |
| Pilatus PC-21                         | Svizzera       | aerei da addestramento                | A54                                  | 45                 | 49 ordinati, consegnati tra giugno 2017 e dicembre 2019. |          |
| Beechcraft Super King Air             | Stati Uniti    | addestratore per la navigazione aerea | B300                                 | 4                  | |          |
| Diamond DA40                          | Austria        | aereo da addestramento basico         | DA-40NG                              | 8                  | 8 DA-40NG utilizzati dagli cadetti della RAAF, la cui manutenzione, come i PC-9A, è affidata alla Airflite. |          |
| Elicotteri                            |                |                                       |                                      |                    | |          |
| Airbus H135                           | Unione europea | elicottero leggero utility            | H135T2+                              | 15                 | 15 elicotteri ordinati nel 2015 e tutti operativi al febbraio 2017. |          |
| Sikorsky S-76                         | Stati Uniti    | SAR                                   | S-76                                 | 6                  | |          |

## Aeromobili ritirati
- Lockeed AP-3C Update 2.5 - 20 esemplari (1978-2023)[4][71][72]
- Lockeed P-3B Orion - 10 esemplari (1968-1978)[4][71][72]
- McDonnell Douglas F/A-18A/B Hornet - 75 esemplari (1986-2021)[73][74][75][76][77][78][79]
- Pilatus PC-9A - 67 esemplari (1987-2019).[67][80]
- Bombardier CL-604 Challenger - 3 esemplari (2002-2019)[55][56]
- PAC CT/4 Plastic Parrot
- Lockheed C-130H Hercules - 12 esemplari (1978-2012)[51]
- Lockheed C-130E Hercules - 12 (1966-2000)[51]
- Lockheed C-130A Hercules - 12 esemplari (1958-1978)[51]
- IAI Heron (?-2017)[81]
- General Dynamics F-111C Aardvark - 24 esemplari (1973-2010)
- General Dynamics F-111G Aardvark - 15 esemplari (1993-2007)
- General Dynamics RF-111C Aardvark - 4 esemplari (1979-2010)
- Sikorsky S-70A-9 Black Hawk - 8 esemplari (1987-1989)[82][83]
- McDonnell Douglas F-4 Phantom II
- Dassault Mirage III
- Dassault Falcon 900
- CAC CA-30 (Aermacchi MB-326H) - 97 esemplari (1967-2001)[61]
- Convair CV-240 - 2 esemplari (1956-1968)[84]

## Gradi
La Royal Australian Air Force mutua i suoi gradi da quelli della Royal Air Force. Diversamente da questa però, la RAAF usa abbreviazioni maiuscole e senza spazi (ad esempio PLTOFF, non Plt Off; la RAAF inoltre non ha i gradi di Senior Aircraftman, Junior Technician, Chief Technician e Master Aircrew.
I simboli sono molto simili a quelli della RAAF, con l'eccezione del Leading Aircraftman/Woman che ha un gallone. I gradi vengono indossati sulle spalle, ma nelle divise da cerimonia sono applicati sulle maniche (nella parte bassa per gli ufficiali, nella parte alta per sottufficiali e truppa). La parola "AUSTRALIA" è disegnata immediatamente sotto il grado.

### Ufficiali
Il grado di Air Marshal è riservato al capo di stato maggiore della RAAF. Se il capo dello stato maggiore della difesa è un membro della RAAF, questo ha il grado di Air Chief Marshal. Marshal of the Royal Australian Air Force è un grado puramente onorario ed è ricoperto attualmente da Filippo di Edimburgo.
| Codice NATO/australiano | OF-10/O-11                                | OF-9/O-10         | OF-8/O-9    | OF-7/O-8         | OF-6/O-7      | OF-5/O-6      | OF-4/O-5       | OF-3/O-4        | OF-2/O-3          | OF-1/O-2       | OF-1/O-1      | -             |
| ----------------------- | ----------------------------------------- | ----------------- | ----------- | ---------------- | ------------- | ------------- | -------------- | --------------- | ----------------- | -------------- | ------------- | ------------- |
| Insegna di grado        |                                           |                   |             |                  |               |               |                |                 |                   |                |               |               |
| Grado                   | Marshal of the Royal Australian Air Force | Air Chief Marshal | Air Marshal | Air Vice Marshal | Air Commodore | Group Captain | Wing Commander | Squadron Leader | Flight Lieutenant | Flying Officer | Pilot Officer | Officer Cadet |
| Abbreviazione           | MRAAF                                     | ACM               | AIRMSHL     | AVM              | AIRCDRE       | GPCAPT        | WGCDR          | SQNLDR          | FLTLT             | FLGOFF         | PLTOFF        | OFFCDT        |

### Sottufficiali, graduati e comuni
Leading Aircraftman/Women non è un grado indipendente; è una condizione a cui si viene promossi automaticamente, con aumento di stipendio, dopo 12 mesi di servizio in qualità di Aircraftman/Women.
| Codice NATO/australiano | OR-9/E-9                         | OR-9/E-9        | OR-8/E-8        | OR-7/E-7                       | OR-6/E-6 | OR-4/E-5 | OR-3/E-4                       | OR-3/E-3                  | OR-2/E-2          |
| ----------------------- | -------------------------------- | --------------- | --------------- | ------------------------------ | -------- | -------- | ------------------------------ | ------------------------- | ----------------- |
| Insegna di grado        |                                  |                 |                 | grado equivalente non previsto |          |          | grado equivalente non previsto |                           |                   |
| Grado                   | Warrant Officer of the Air Force | Warrant Officer | Flight Sergeant |                                | Sergeant | Corporal |                                | Leading Aircraftman/Woman | Aircraftman/Woman |
| Abbreviazione           | WOFF-AF                          | WOFF            | FSGT            |                                | SGT      | CPL      |                                | LAC/LAW                   | AC/AW             |